# Правда и справедливость
«Правда и справедливость» (эст. Tõde ja õigus) — написанный в 1926—1933 годах роман в пяти частях эстонского писателя А. Х. Таммсааре, считающаяся его самым известным произведением и одним из основополагающих в эстонской литературе.

## Состав
- Том первый — «Варгамяэ»,
- Том второй «Индрек»,
- Том третий «Индрек II»,
- Том четвертый «Любовь Карин»

## Описание
История эпопеи разворачивается в Эстонии начиная с Российской империи и заканчивая временем Первой Эстонской республики. Она была частично основана на собственной жизни автора и сосредоточена на контрасте между городской и крестьянской жизнью.
Главный герой первой книги — Андрес, всю первую книгу он сражается с невзгодами хуторской жизни, пытаясь найти свою «правду и справедливость» и в конечном итоге разочаровываясь в собственных убеждениях. Главный герой последующих частей — сын Андреса Индрек Паас, который переезжает с хутора в город, становится свидетелем восстания 1905 г., пытается найти покой в браке и образе жизни среднего и высшего классов, но разочарованный возвращается к своим корням.
Вся серия романов была переведена на русский, финский, латышский, немецкий, французский, и чешский языки. Частично «Правда и справедливость» переведена на литовский, голландский и английский языки.

## Издания на русском языке
- 1953 — Правда и право (Издательство — Эстонское государственное издательство; перевод О. Наэль)
- 1966—1967 — Правда и справедливость (Издательство — Художественная литература; перевод Р. Минна, А. Томберг, Л. Тоом, В. Шацков, серия: Антон Таммсааре. Собрание сочинений в 6 томах)
- 1975 — Варгамяэ (Издательство — Eesti Raamat; перевод Р. Минны)
- 1998 — Правда и справедливость. Варгамяэ; Правда и справедливость. Индрек (Издательство — КПД, серия «Родной дом»; перевод О.Наэль)

## История создания
Еще в годы своего обучения в гимназии Треффнера (1898—1903) А. Х. Таммсааре говорил, что надо создать нечто столь же капитальное из жизни эстонских крестьян, как «Война и мир» Л.Н Толстого у русских. В период пребывания в университете (1908—1911) сам А. Х. Таммсааре хотя и склонялся к малым жанровым формам, господствовавшим в эстонской литературе, тем не менее не переставал высказывать убеждение, что произведениями подлинно непреходящей ценности все же останутся крупные прозаические творения.

Известно, что, живя в деревне, в Койтъярве (1913—1919), писатель рассказывал о родных местах захватывающие истории, которые он позднее привлек в качестве первоосновы при создании первой книги «Правды и справедливости». Когда в ту пору его внимание обращали на необходимость использовать интересный материал в литературном отношении, он неизменно отвечал: «Не могу, рано еще. Может быть, в будущем, когда все эти события уже отодвинутся в прошлое, и не будут меня больше затрагивать, отстоятся, может быть, тогда…»
Только осенью 1925 года писатель приступил к осуществлению своего замысла. Чтобы ему никто не мешал, он нанял по соседству со своей квартирой небольшую комнатку и 24 ноября начал писать. Работа была напряженной чрезвычайно и завершилась в удивительно короткий срок. 

О том, как создавался роман, сам писатель рассказывал впоследствии: «Правда и справедливость» была мною закончена за шесть или семь месяцев, но в действительности за два месяца. Вначале работал по десять — двенадцать часов в день, даже до пятнадцати, но потом, из-за сильного переутомления, заболел. Была легкая инфлюэнца, которая и теперь повторяется у меня после больших напряжений. Болезнь отняла месяц времени. Работа обыкновенно продолжалась до тех пор, пока средний палец не сводила судорога. После болезни закончил роман за один месяц и приступил к переписке. Обычно я не переписываю своих произведений, но на этот раз я так густо исписал листы бумаги, что никто не был в состоянии их читать".

Произведение поступило в руки читателя 25 октября 1926 года тиражом в три тысячи пятьсот экземпляров. На титульном листе первого издания Таммсааре поставил в качестве эпиграфа слова Бодлера: «Какое-нибудь пустяковое огорчение, какая-нибудь маленькая радость ребенка, чрезмерно увеличенные тонкой чувствительностью, — впоследствии у взрослого становятся основанием произведения искусства, даже если он сам это не сознает». Для всех пяти книг эпопеи эпиграф, очевидно, оказался узким, поэтому в последующих изданиях он опущен. Эпиграф романа конкретизирован более подробным объяснением писателя о соотношении жизненной и художественной правды в романе: «Пейзаж взят из моих родных мест, также и настроения. Ни одного человека я полностью не копировал, но трансформировал прототипы». Так, прототипом Варгамяэ Андреса послужил отец писателя Пеэтер Ханзен, Пеару приданы некоторые черты соседа Якоба Сикенберга, Хундипалу Тийту — черты крестного отца автора Ханса Гросталя, Кассиару Яске — черты богатого крестьянина Блокмана.
«Правда и справедливость», пожалуй, единственное произведение в творчестве Таммсааре, в идейном толковании которого писатель сам принял участие — как правило, он избегал бесед о своем творчестве даже в тесном кругу друзей Критики, в большинстве своем восторженно отозвавшиеся о романе, в анализе нередко были поверхностны или даже давали неверные толкования. Это принудило писателя опубликовать «Открытое письмо писателю Таммсааре» от имени Антона Ханзена. В этом письме он высказал свою верность реалистическому методу, разъяснил смысл произведения, который сводился к тому, что «основная идея Варгамяэ — это само Варгамяэ, с точки же зрения его жителя — борьба с Варгамяэ. Довольно безразлично, кто этот борец-житель — христианин ли, еврей, буддист или магометанин, владелец ли он хутора эпохи пробуждения или арендатор, надзирает за его нравственностью немецкий или эстонский пастор, арестовывает русский урядник или республиканский констебль — от основной идеи Варгамяэ, то есть от жестокой борьбы не на жизнь, а на смерть, его ничто не спасет, и едва ли это со временем чуть-чуть изменится»

## Фильмы

### Школа господина Мауруса (1976 г.)
Фильм Школа господина Мауруса (эст. Indrek) снят режиссёром Микком Микивером на киностудии «Таллинфильм» по мотивам второй части пенталогии А. Х. Таммсааре «Правда и справедливость».

### Правда и справедливость (2019 г.)
В 2019 году режиссером Танелем Тоом для Allfilm была экранизирована первая книга пенталогии.
В главных ролях:
- Priit Loog — Андрес
- Maiken Schmidt — Крыыт
- Ester Kuntu — Мари
- Simeoni Sundja — Юссь
- Indrek Sammul — Мадис
- Priit Võigemast — Пеару

К середине марта 2019 года экранизация Тоома, получившая признание критиков, стала самым просматриваемым фильмом, когда-либо показанным в кинотеатрах Эстонии.

## Спектакли и телеспектакль

### Телеспектакль «Индрек и Карин» в ЭССР
Постановка Виталия Черменёва в 1979 году прошедшая в Государственном русском драматическом театре Эстонской ССР
На фоне сложной судьбы супругов Паас и краха их семейной жизни, автор рисует мрачную картину политической жизни Эстонии конца XIX — начала XX века.
- Актер — А. Поляков (Член суда)
- Актер — Леонид Шевцов (Индрек Паас)
- Актер — В. Ермолаев (Г-н Веспироос)
- Актер — Елена Блинова (Г-жа Веспироос)
- Актер — Анастасия Бедрединова (Г-жа Инташ)
- Актер — Е. Власов (Судья)
- Актер — Евгений Павлов (Прокурор )
- Актер — В. Ионтов (Адвокат)
- Актер — Инна Антонова (Карин Паас)
- Актер — Анастасия Бедрединова (Итам)

### Спектакли в Эстонской Республике
В 2005-2006 году в Эстонской Республике были поставлены спектакли про книгам<ref>Разные лица Индрека Пааса http://www.moles.ee/08/Jul/14/8-1.php
«Королевство Варгамяэ» - спектакль, поставленный как летний проект в июне 2006 года на хуторе Варгамяэ режиссером Яанусом Рохумаа по первой и пятой книгам эпопеи. Роль молодого Индрека играет Юллар Сааремяэ из Раквереского театра, взрослого героя - Мярт Аванди из Пярну (проект пярнуского театра «Эндла» и Раквереского театра).
«Правда и справедливость. Вторая книга» - спектакль Таллиннского Городского театра, поставленный Эльмо Нюганеном в 2005 году, роль Индрека Пааса исполняет Арго Аадли.
«Республика Варгамяэ» по третьей книге романа поставлена Эльмо Нюганеном специально для этого лета. Индрека играет Ало Кырве.
«Карин и Индрек. Правда и справедливость. Четвертая часть». Спектакль, удостоенный премии как лучший в 2006 году, поставлен Эльмо Нюганеном в Городском театре. Роль Индрека Пааса исполняет Индрек Саммуль.